# 1996 TL66
(15874) 1996 TL66 is een planetoïde in de Kuipergordel. De kans is erg groot dat het in feite een dwergplaneet is. Zeker is dat het een scattered disk object betreft.